# Арагонцы
Араго́нцы (самоназвание — Aragoneses; исп. Aragoneses, кат. Aragonesos) — романоязычная этническая/региональная общность, идентифицирующая себя с историческим регионом и автономным сообществом Арагон на северо-востоке Испании. Языки — испанский, арагонский и каталанский. Основная религия — католицизм. Этнос насчитывает около 1,2 млн человек.

## История
Арагонская национальная идентичность берёт своё начало с существования одноименного средневекового государства — королевства Арагон, существовавшего в XI—XVI веках. Эта территория испытала этнокультурное влияние соседних народов: окситанцев, гасконцев, басков, валенсийцев, каталонцев и испанцев.
Одна часть испанцев считает арагонцев отдельной народностью, другие отмечают близкое культурное сходство с кастильцами и каталонцами, третьи выделяют арагонцев как некую переходную этнокультурную общность.

## Демография
Арагон — сельский регион с очень низкой плотностью населения — 25,4 чел/кв км2. В Сарагосе проживает 70,5 % населения территории. Отдельные группы арагонцев живут в Каталонии и Валенсии. Барселона, например, является вторым городом в мире с самым большим арагонским населением, насчитывающим порядка 200 тыс. человек.
Общее количество арагонцев оценивается в 1,2 млн человек.
Известные представители арагонского народа: король Альфонсо I Воитель; художник Франциско Гойа; мыслитель и естествоиспытатель Мигель Сервет; врач и основоположник нейробиологии Сантьяго Рамон-и-Кахаль; режиссёр Луис Бунюэль; политический деятель и генерал времён наполеоновских войн Хосе Ребольедо де Палафокс.

## Культура

### Традиционный образ жизни
Жизнь на Пиринейском полуострове, близость к горам, морю, а также достаточно жаркому климату оказали влияние на образ жизни арагонцев и их хозяйственный уклад жизни. Здесь развито сельское хозяйство средиземноморского типа. Местные жители выращивают оливковые деревья, виноград, яблоки, персики, абрикосы, груши, миндаль. В долине реки Эбро практикуется земледелие с использованием орошения.
C конца XIX века традиционный сельский образ жизни постепенно уменьшал своё распространение среди арагонцев. Его заменили организованное сельское хозяйство и животноводство. При этом, индустриализация и модернизация привели к тому, что большая часть населения оказалась не занята в первичном секторе экономики.
Почти исчез, его заменили интенсивное и коммерческое сельское хозяйство и животноводство. С другой стороны, индустриализация и модернизация привели к тому, что большая часть населения не занята первичным сектором.

### Арагонская кухня
На территории Арагона в бассейне реки Эбро развито сельское хозяйство, поэтому в очень многих блюдах присутствуют овощи и фрукты. Распространено выращивание оливок, из которых делают масло, а также такие блюда, как оливада — паштет наподобие тапенада. Известны своим качеством местные помидоры и лук, а из фруктов — персики, сливы и груши. Также в арагонской кулинарии ценятся и используются различные грибы. В мясных блюдах широко используется дичь — заяц, кролик, куропатка. Довольно известен хамон из Теруэля.
Помимо множества местных вин в Арагоне производятся кава высокого качества и пачаран.
Типичные блюда:
- Мигас — арагонский вариант этого блюда включает в себя свиные колбаски чоризо и бекон, и часто подаётся с виноградом.
- Оливада — паштет из оливок.